# Umbilicaria crustulosa
Umbilicaria crustulosa је лишај иѕ рода Umbilicaria и припада породици Umbilicariaceae.

## Распрострањење
Врста је присутна на Арктику, Европи, тропској Азији, Африци и Северној Америци. Расте на камењу. 